# The Walking Dead (9.ª temporada)
A nona temporada de The Walking Dead foi confirmada pela AMC em janeiro de 2018. Angela Kang assume como showrunner nesta temporada, juntamente com os produtores executivos Robert Kirkman, David Alpert, Scott M. Gimple, Greg Nicotero, Tom Luse, Denise Huth e Gale Anne Hurd. A nona temporada tem 16 episódios, seguindo o número padrão de episódios desde a terceira temporada. O elenco é composto pelos personagens que sobreviveram à temporada anterior, e por alguns que ainda foram confirmados. A nona temporada estreou em 7 de outubro de 2018.

## Elenco e personagens

### Principal

#### Estrelando
- Andrew Lincoln como Rick Grimes[3] (1–5)
- Norman Reedus como Daryl Dixon[3] (1–16)
- Lauren Cohan como Maggie Greene[3] (1–5)
- Danai Gurira como Michonne[3][4] (1–16)
- Melissa McBride como Carol Peletier[3] (1–16)
- Alanna Masterson como Tara Chambler[3] (1–15)
- Josh McDermitt como Eugene Porter[3][5] (1–16)
- Christian Serratos como Rosita Espinosa[3] (1–16)
- Seth Gilliam como Gabriel Stokes[3] (1–16)
- Ross Marquand como Aaron[3][6] (1–16)
- Katelyn Nacon como Enid[7][8][9] (1–15)
- Tom Payne como Paul "Jesus" Rovia[7][9] (1–11)
- Jeffrey Dean Morgan como Negan[3] (1–16)
- Khary Payton como Ezekiel[7] (1–16)
- Samantha Morton como Alpha[10] (10–16)

#### Também estrelando
- Xander Berkeley como Gregory[11][12] (1)
- Pollyanna McIntosh como Anne[7] (1–5)
- Callan McAuliffe como Alden[13] (1–16)
- Avi Nash como Siddiq[13] (1–16)

### Elenco de apoio

#### Zona Segura de Alexandria
- Kenric Green como Scott
- Mandi Christine Kerr como Barbara
- Tamara Austin como Nora
- Jennifer Riker como Sra. Robinson
- Lindsley Register como Laura
- Matt Mangum como D.J.
- Chloe Garcia-Frizzi e Cailey Fleming como Judith Grimes
- Anabelle Holloway como Gracie
- Elyse Dufour como Frankie
- Antony Azor como Rick "R.J." Grimes Jr.
- Jaydin McCollum como Alice
- Marvin Lee como Kyle

#### Hilltop
- Brett Butler como Tammy Rose Sutton[14]
- John Finn como Earl Sutton[14]
- AJ Achinger como Kenneth "Ken" Sutton
- Karen Ceesay como Bertie
- James Chen como Kal
- Anthony Lopez como Oscar
- Gustavo Gomez como Marco
- Kelley Mack como Adeline
- Jackson Pace como Gage
- Joe Ando Hirsh como Rodney
- Caroline Duncan como Hilde
- Jansen Panettiere como Casper
- Josh Ventura como Martin
- Brian Sheppard como Miles
- Quandae Stewart como Quan

#### O Santuário
- Traci Dinwiddie como Regina
- Elizabeth Ludlow como Arat
- Chloe Aktas como Tanya
- Zach McGowan como Justin[14]
- Rhys Coiro como Jed[14]
- Courtney Patterson como Mel

#### O Reino
- Cooper Andrews como Jerry[7]
- Kerry Cahill como Dianne
- Matt Lintz como Henry
- Macsen Lintz como Henry (jovem)
- Nadine Marissa como Nabila
- Jason Graham como William
- Micah King como Ezra
- Autumn Azul como Aliyah

#### Oceanside
- Sydney Park como Cyndie
- Briana Venskus como Beatrice
- Nicole Barré como Kathy
- Avianna Mynhier como Rachel Ward
- Mimi Kirkland como Rachel Ward (jovem)

#### Grupo de Magna
- Nadia Hilker como Magna[14]
- Eleanor Matsuura como Yumiko[15]
- Dan Fogler como Luke[16]
- Lauren Ridloff como Connie[17]
- Angel Theory como Kelly[14]

#### Os Sussurradores
- Cassady McClincy como Lydia[18]
- Scarlett Blum como Lydia (jovem)
- Ryan Hurst como Beta[19]
- Ethan Patterson como Rasmus
- David Ury como Zion
- Benjamin Keepers como Sean
- Allie McCulloch como Helen
- Emily Lane como Frances
- Bret McKee como Sussurador
- Ben Vandermey como Sussurador
- Terri James como Sussuradora
- Victor Cordova como Sussurador
- Thomas Blaylock como Sussurador
- Emma Coulter como Sussuradora
- Evan Cleaver como Sussurador
- Kristin Erickson como Sussuradora
- Bethany Kasulas como Sussuradora
- Russ Milheim como Sussurador
- Jeff Wagoner como Sussurador
- Oscar Rodriguez como Sussurador
- Aaron Martin Sturgess como Sussurador
- C.J. Rhoades como Sussurador
- Chase Harris como Sussurador
- Jake Nolan como Sussurador
- Nate W. Collins como Sussurador
- JoNee Harris como Sussurador
- Wesley Hale como Sussurador
- Sarah Hale como Sussuradora
- Brandon Hardison como Sussurador
- Natasha Reeves como Sussuradora
- Justin Christopher Dabolish como Sussurador
- Brennan Kerr como Sussurador
- Gloria DeWeese como Sussuradora
- Brandon Balatoni como Sussurador
- Liz Smithson como Sussuradora
- Lewis Wright como Sussurador
- Christian Cline como Sussurador
- Justin White como Sussurador
- Hanna Jane como Sussuradora
- Justine Davis como Sussuradora
- Lauren Gann como Sussuradora
- Jonathan Cooley como Sussurador
- Steve Schuckert como Sussurador
- Ruben Wehunt como Sussurador
- Jason White como Sussurador
- Robert Tinsley como Sussurador
- John Turner como Sussurador
- Andrea Turner como Sussuradora
- Mohammad Saeed Alselawe como Sussurador
- John Kaler lll como Sussurador
- Ronnie L. Cleary como Sussurador
- Sheri Green como Sussuradora
- Mike Gamez como Sussurador
- Shamekakris Oliver como Sussurador
- CJames Simmons como Sussurador
- Kevin Kedgley como Sussurador
- Isaiah Michael como Sussurador
- Adrienne Ballenger como Sussuradora
- Heather Fusari como Sussuradora
- JoJo Lambert como Sussurador
- John J. Shim como Sussurador
- David L. Marston como Sussurador
- Marcus Tyler Estes como Sussurador
- Amanda Kirk como Sussuradora
- Tammy Schuckert como Sussuradora
- Gregory French como Sussurador
- Jazzy Ellis como Sussurador
- Alex Barnes como Sussurador
- Megan Dovell como Sussuradora
- Megan Chelf Fisher como Sussuradora
- Brandon Howard como Sussurador
- Cremel Nakia Burney como Sussurador
- Cassandra Cooksey como Sussuradora
- Ryan D Olson como Sussurador

#### Os Salteadores
- Angus Sampson como Ozzy
- Jason Kirkpatrick como Alek

#### Outros
- Jon Bernthal como Shane Walsh[20][21]
- Sonequa Martin-Green como Sasha Williams[21]
- Scott Wilson como Hershel Greene[21][22][23]
- Lennie James como Morgan Jones (Voz)
- Sarah Wayne Callies como Lori Grimes (Voz)
- Michael Cudlitz como Abraham Ford (Voz)
- Steve Kazee como Frank
- Rutina Wesley como Jocelyn
- Javier Carrasquillo como Matias
- Quinn Bozza como Cyrus
- Ashlyn Stallings como Amanda
- Caroline Arapoglou como Rose
- Jerry Mortel como Lamar
- Joey Simon como Mitchell
- Luke David Blumm como Linus
- Jessi Goei como Gina
- Elle Graham como Winnie
- Jonathan Billions como Marcus
- P.J. Henley como P.J.
- Ryan Newman como Jonah
- Alex Hill como Richie

## Produção
A emissora AMC confirmou a nona temporada de The Walking Dead em janeiro de 2018. Callan McAuliffe e Avi Nash, que, respectivamente, interpretaram Alden e Siddiq na oitava temporada, foram promovidos para o elenco principal na nona temporada.
No final de maio de 2018, foi revelado que a nona temporada seria a última temporada de Andrew Lincoln, que interpreta o personagem principal, Rick Grimes. Andrew Lincoln disse que, como mora na Inglaterra e as filmagens de uma temporada duram seis meses ou mais, acreditou que era hora de deixar a série para poder passar mais tempo com seus filhos em fase de crescimento. Lauren Cohan também anunciou que esta seria sua última temporada na série, aparecendo nos seis primeiros episódios como Maggie Greene antes de sua partida. Com outros compromissos de atuação, Lauren Cohan disse que se sentia muito confortável no papel e que era hora de seguir em frente. Ambos os personagens se despediram da série no episódio "What Comes After", porém Cohan foi confirmada para voltar ao elenco em futuras temporadas.

## Episódios
| N.º na série | N.º na temp. | Título                                          | Dirigido por             | Escrito por                                                                    | Exibição original       | Audiência (milhões) |
| --- | ------------ | ----------------------------------------------- | ------------------------ | ------------------------------------------------------------------------------ | ----------------------- | ------------------- |
| 116 | 1            | "A New Beginning" "(Um Novo Começo)" (BR)       | Greg Nicotero            | Angela Kang                                                                    | 7 de outubro de 2018    | 6.08                |
| Alguns meses após a derrota de Negan, as comunidades estão trabalhando na reconstrução da sociedade. O Santuário sofre com solo infértil e apoio subjacente a Negan. Rick lidera uma jornada até um museu em Washington, D.C., para recuperar suprimentos pioneiros; no caminho de volta, eles descobrem que a ponte principal para Hilltop foi destruída por uma tempestade, forçando-os a desviar. Um jovem, Ken, é morto por zumbis enquanto protegia os cavalos do grupo. Gregory, deposto como líder de Hilltop, convence o pai de Ken, Earl, a tentar assassinar Maggie, mas ele falha. Rick e Michonne pedem a Maggie a ajuda de Hilltop para prover o Santuário, mas ela se recusa. Naquela noite, Maggie executa Gregory publicamente por suas ações. |              |                                                 |                          |                                                                                |                         |                     |
| 117 | 2            | "The Bridge" "(A Ponte)" (BR)                   | Daisy von Scherler Mayer | David Leslie Johnson-McGoldrick                                                | 14 de outubro de 2018   | 4.95                |
| Um mês após a morte de Gregory, as comunidades trabalham juntas para consertar a ponte; vários Salvadores desapareceram desde que a construção começou. Após alguma persuasão, Maggie decide entregar comida para um Santuário faminto. Um rebanho se aproxima da equipe de reparos depois que Justin não consegue soar um alarme e o braço de Aaron é esmagado sob um tronco. Daryl resgata Aaron, e Enid é forçada a amputar seu braço para mantê-lo vivo. Jadis e Gabriel iniciam um relacionamento amoroso, quando notam um helicóptero próximo. Rick atualiza um Negan encarcerado sobre o progresso da civilização, e Negan o avisa que sua visão falhará. Justin é banido e, no caminho de volta para o Santuário, ele é atacado. |              |                                                 |                          |                                                                                |                         |                     |
| 118 | 3            | "Warning Signs" "(Sinais de Aviso)" (BR)        | Dan Liu                  | Corey Reed                                                                     | 21 de outubro de 2018   | 5.04                |
| Depois que Justin é encontrado morto, Arat também desaparece, irritando os Salvadores e adiando a construção da ponte. Rick pede a Gabriel para seguir Jadis, que é revelada como tendo negociado pessoas com um aliado misterioso em troca de suprimentos. Gabriel a confronta, forçando-a a incapacitá-lo. Daryl e Maggie descobrem que Oceanside tem capturado e matado os Salvadores, incluindo Arat, como vingança por matar seus homens. Eles vão embora enquanto Cyndie mata Arat e eles decidem ignorar "o jeito de Rick" e confrontar Negan. |              |                                                 |                          |                                                                                |                         |                     |
| 119 | 4            | "The Obliged" "(A Obrigação)" (BR)              | Rosemary Rodriguez       | Geraldine Inoa                                                                 | 28 de outubro de 2018   | 5.10                |
| Jesus conta a Rick sobre a intenção de Maggie de assassinar Negan, e Rick tenta atrasar sua entrada em Alexandria. Jadis planeja mandar Gabriel embora para seu misterioso aliado, mas muda de ideia e o abandona. Os Salvadores roubam armas e confrontam Carol sobre as ações de Oceanside; um motim acontece e o tiroteio leva um rebanho de zumbis para o campo de trabalho. Rick pega um cavalo para levar o rebanho para longe do acampamento, mas o cavalo se assusta e o joga em uma laje de concreto, empalando seu torso com vergalhões e deixando-o inconsciente. |              |                                                 |                          |                                                                                |                         |                     |
| 120 | 5            | "What Comes After" "(O Que Vem Depois)" (BR)    | Greg Nicotero            | História por : Scott M. Gimple & Matthew Negrete Roteiro por : Matthew Negrete | 4 de novembro de 2018   | 5.41                |
| Gravemente ferido e fraco, Rick tenta atrair o rebanho para longe a cavalo. Maggie vai executar Negan, mas depois de perceber que ele já está pior do que morto, ela abandona a tentativa. Rick lidera os zumbis para a ponte e aparentemente se sacrifica explodindo-a, parando o rebanho. Desconhecido para todos, Rick é encontrado vivo e resgatado por Jadis, que contata seus aliados no helicóptero. Eles reúnem a dupla e voam para lugares desconhecidos. Seis anos depois, Judith resgata um novo grupo de sobreviventes dos zumbis. |              |                                                 |                          |                                                                                |                         |                     |
| 121 | 6            | "Who Are You Now?" "(Quem é Você Agora?)" (BR)  | Larry Teng               | Eddie Guzelian                                                                 | 11 de novembro de 2018  | 5.40                |
| Após muita resistência, Judith convence Michonne a ajudar o grupo de Magna escoltando-os até Hilltop. Enquanto montam o equipamento de transmissão de rádio, Rosita e Eugene são seguidos por uma horda de zumbis agindo estranhamente. Carol leva o adolescente Henry para Hilltop para ser aprendiz de ferreiro; eles são emboscados por Jed, Regina e outros antigos Salvadores que roubam seus suprimentos. Carol mais tarde queima o grupo vivo e leva Henry para visitar Daryl, que está vivendo sozinho na floresta com um cachorro. Negan continua prisioneiro em Alexandria, mas aparentemente adotou uma atitude menos antagônica. |              |                                                 |                          |                                                                                |                         |                     |
| 122 | 7            | "Stradivarius" "(Stradivarius)" (BR)            | Michael Cudlitz          | Vivian Tse                                                                     | 18 de novembro de 2018  | 4.79                |
| Michonne lidera o grupo de Magna em direção a Hilltop, mas se recusa a viajar até o fim, temendo um confronto com Maggie. Ela descobre por Siddiq que Maggie recentemente deixou Hilltop para ajudar Georgie a construir uma nova comunidade, deixando Jesus e Tara no comando. Michonne leva o grupo de Magna para seu antigo acampamento, permitindo que Luke recupere alguns dos instrumentos musicais que ele estava procurando. Enquanto Jesus e Aaron discutem como aproximar Hilltop e Alexandria, eles veem um sinalizador disparado por uma Rosita ferida, que os informa sobre o paradeiro de Eugene. Daryl acompanha Carol e Henry até Hilltop. Mais tarde, Jesus, Aaron e Daryl partem para procurar Eugene. |              |                                                 |                          |                                                                                |                         |                     |
| 123 | 8            | "Evolution" "(Evolução)" (BR)                   | Michael E. Satrazemis    | David Leslie Johnson-McGoldrick                                                | 25 de novembro de 2018  | 5.09                |
| Depois que Gabriel acidentalmente deixa sua cela destrancada, Negan escapa do confinamento. Henry começa seu aprendizado com Earl, mas foge para fora de Hilltop com seus amigos e fica bêbado, o que o leva a ser temporariamente preso. O grupo de Magna é aceito em Hilltop, mas Tara diz que eles devem "procurar seu sustento". Daryl, Jesus e Aaron encontram Eugene, que revela ter ouvido zumbis sussurrando uns aos outros, sugerindo que eles estão evoluindo. O rebanho sussurrante persegue o grupo e os encurrala em um cemitério. Michonne, Magna e Yumiko chegam para ajudar, mas Jesus é morto depois que um "zumbi" o esfaqueia no peito. Depois de se defender do bando, o grupo descobre que os zumbis sussurrantes são de fato pessoas usando peles de zumbis. Os Sussurradores de repente cercam todo o grupo.                                                        |              |                                                 |                          |                                                                                |                         |                     |
| 124 | 9            | "Adaptation" "(Adaptação)" (BR)                 | Greg Nicotero            | Corey Reed                                                                     | 10 de fevereiro de 2019 | 5.16                |
| O grupo de Michonne consegue escapar do cemitério e capturam uma jovem Sussurradora, Lydia, no caminho de volta para Hilltop. Michonne e Daryl tentam obter respostas da garota sem muita sorte, embora ela admita que sua mãe ainda está viva e que seu povo vive entre os mortos. Rosita diz a Siddiq que espera um filho dele. Tara concorda em deixar o grupo de Magna ficar em Hilltop, enquanto Michonne planeja retornar a Alexandria para avisar seu povo sobre a nova ameaça. Depois de escapar de Alexandria, Negan retorna ao Santuário apenas para encontrá-lo vazio e abandonado, e ele então retorna ao conforto de sua cela em Alexandria de bom grado. Luke e Alden são atraídos para uma armadilha e capturados pelos Sussurradores. |              |                                                 |                          |                                                                                |                         |                     |
| 125 | 10           | "Omega" "(Ômega)" (BR)                          | David Boyd               | Channing Powell                                                                | 17 de fevereiro de 2019 | 4.54                |
| À medida que Henry e Lydia se aproximam, ela revela eventos de seu passado após o início do surto. Henry é libertado de sua cela por Daryl quando sente que o garoto está revelando muita coisa para Lydia. Depois de interrogar Lydia agressivamente, Daryl adota uma abordagem mais suave com ela após perceber que ela é vítima de abuso nas mãos de sua mãe. Apesar dos riscos, o grupo de Magna procura Luke contra as ordens de Tara; eles abandonam a busca após perceber que não é mais seguro. No dia seguinte, um grupo de Sussurradores chega a Hilltop liderado pela mãe de Lydia, Alpha, que exige que sua filha seja devolvida. |              |                                                 |                          |                                                                                |                         |                     |
| 126 | 11           | "Bounty" "(Recompensa)" (BR)                    | Meera Menon              | Matthew Negrete                                                                | 24 de fevereiro de 2019 | 4.39                |
| Em um flashback, Tara e Jesus dão a Ezekiel a carta da comunidade. No presente, Alpha negocia com sucesso com Daryl uma troca de reféns: Alden e Luke por Lydia. Daryl observa com indignação como Alpha trata sua filha. Ezekiel, Carol, Jerry e outros entram em um cinema danificado para obter uma lâmpada de projetor de filme para um cinema que eles querem montar para a feira das comunidades. Mais tarde, Henry deixa Hilltop, sugerindo que está saindo para procurar Lydia; Daryl sai com Connie em sua busca. |              |                                                 |                          |                                                                                |                         |                     |
| 127 | 12           | "Guardians" "(Guardiões)" (BR)                  | Michael E. Satrazemis    | LaToya Morgan                                                                  | 3 de março de 2019      | 4.71                |
| Henry consegue encontrar Lydia, mas é capturado por Beta, o braço direito de Alpha. Em Alexandria, Michonne discute com o conselho a possível união das comunidades na feira. Michonne fala com Negan sobre sua fuga; ele tenta convencê-la de que mudou, mas ela desconfia dele, algo que a coloca em desacordo com Judith. Alpha e Beta tentam convencer Lydia a matar Henry, mas ela se recusa. Daryl e Connie aparecem, disfarçados de Sussurradores, e escapam com Henry e Lydia. |              |                                                 |                          |                                                                                |                         |                     |
| 128 | 13           | "Chokepoint" "(Ponto de Sufoco)" (BR)           | Liesl Tommy              | Eddie Guzelian & David Leslie Johnson-McGoldrick                               | 10 de março de 2019     | 4.83                |
| Daryl, Connie, Henry e Lydia se abrigam em um prédio usando a estrutura para emboscar os Sussurradores; Daryl empurra Beta por um poço de elevador, embora a queda não o mate. Depois de entrar em seu território após recuperar a lâmpada do projetor, o Reino encontra um grupo chamado "os Salteadores" que rouba seus equipamentos; Ezekiel e Carol negociam com o grupo para ajudar a patrulhar as estradas durante feira. Quando o grupo de Hilltop chega ao Reino para a feira com a escolta dos Salteadores, Daryl promete levar Lydia, Henry e Connie para longe de Hilltop para se esconderem de Alpha. |              |                                                 |                          |                                                                                |                         |                     |
| 129 | 14           | "Scars" "(Cicatrizes)" (BR)                     | Millicent Shelton        | Corey Reed & Vivian Tse                                                        | 17 de março de 2019     | 4.57                |
| Em um flashback, uma velha amiga de Michonne, Jocelyn, é resgatada por Alexandria, junto com várias crianças que ela cuida. Na manhã seguinte, eles descobrem que Jocelyn e seu grupo se foram, junto com as crianças da comunidade. Michonne e Daryl os rastreiam, mas são atraídos para uma armadilha; Michonne é forçada a matar Jocelyn e suas crianças e, uma vez de volta a Alexandria, declara que a comunidade não aceitará mais estranhos. No presente, o grupo de Daryl busca um breve descanso em Alexandria antes de continuar para o Reino. Judith revela que se lembra do que aconteceu com Jocelyn e que não entende por que Michonne não quer ajudar seus amigos. Michonne finalmente muda de ideia e parte com Judith dando ao grupo de Daryl uma escolta para o Reino. Mais tarde, os Sussurradores descobrem o Reino.                                                   |              |                                                 |                          |                                                                                |                         |                     |
| 130 | 15           | "The Calm Before" "(Momentos de Calmaria)" (BR) | Laura Belsey             | Geraldine Inoa & Channing Powell                                               | 24 de março de 2019     | 4.15                |
| As comunidades se reúnem no Reino para a feira comercial; juntos, os líderes assinam a carta e prometem se unir contra os Sussurradores. Alpha se infiltra na feira disfarçada como uma moradora assassinada de Hilltop; após um encontro com Lydia, ela renega sua filha. Alpha mais tarde mostra a Daryl uma enorme horda de zumbis que ela ameaça soltar sobre as comunidades se eles cruzarem o território dos Sussurradores novamente. Na fronteira, as cabeças decepadas de Ozzy, Alek, DJ, Frankie, Tammy-Rose, Rodney, Adeline, Enid, Tara e Henry são encontradas. Enquanto Daryl e Lydia visitam a fronteira, a neve começa a cair. |              |                                                 |                          |                                                                                |                         |                     |
| 131 | 16           | "The Storm" "(A Tempestade)" (BR)               | Greg Nicotero            | Angela Kang & Matthew Negrete                                                  | 1 de abril de 2019      | 5.02                |
| Algum tempo depois de sua perda devastadora, o Reino finalmente cai e tem que ser abandonado com seus moradores indo embora para Hilltop. As comunidades se unem para ajudar a realizar a mudança quando uma nevasca massiva e perigosa atinge o que força os sobreviventes levando-os a caminhar pelo território dos Sussurradores, apesar do perigo. Todos conseguem chegar em segurança, mas Carol e Ezekiel, tendo se distanciado desde a morte de Henry, se divorciam e Carol se muda de volta para Alexandria com Daryl e Lydia. Em Alexandria, os moradores lutam para sobreviver à nevasca. Depois que Judith foge para resgatar o cachorro de Daryl, Negan arrisca sua vida para salvá-la, machucando sua perna no processo. Ele ganha o respeito de Michonne devido a isso. Sem o conhecimento de ninguém, uma voz feminina chama pelo rádio perguntando se há alguém na escuta. |              |                                                 |                          |                                                                                |                         |                     |